# Фигероа, Майнор
Майно́р Але́ксис Фигеро́а Ро́чес (исп. Maynor Alexis Figueroa Róchez; 2 мая 1983, Хутьяпа, Атлантида, Гондурас) — гондурасский футболист, защитник. Рекордсмен КОНКАКАФ и Гондураса по числу сыгранных матчей за сборную — 181.

## Биография

### Клубная карьера
20 декабря 2007 года местная газета El Heraldo заявила, что как результат активной заинтересованности в футболисте командой АПЛ «Уиган Атлетик», Фигероа в скором времени отправится в Англию. В январе 2008 года он присоединился к команде на правах аренды до конца сезона. Летом 2008 аренда была продлена с правом выкупа футболиста, что и произошло 23 декабря 2008 года, когда футболист подписал постоянный контракт на 3,5 года с «Уиганом».
12 декабря 2009 года Фигероа забил гол в ворота «Сток Сити» со своей половины поля. Позже гол будет признан «голом сезона» сразу в нескольких версиях.
16 июня 2013 года перешёл в «Халл Сити» в качестве свободного агента. Соглашение было подписано на два года. 21 октября 2014 года Фигероа вернулся в «Уиган» в краткосрочную месячную аренду. По истечении первоначального срока «Уиган» продлил его аренду до 30 декабря 2014 года. Однако, 22 декабря 2014 года «Халл» отозвал его из аренды. 28 мая 2015 года Фигероа покинул «Халл Сити».
7 августа 2015 года Фигероа подписал контракт с клубом MLS «Колорадо Рэпидз». В американской лиге дебютировал 14 августа 2015 года в матче против «Сан-Хосе Эртквейкс». 29 августа 2015 года в матче против «Спортинга Канзас-Сити» забил свой первый гол за «Колорадо Рэпидз».
26 января 2016 года Фигероа был обменян в ФК «Даллас» на общие распределительные средства. За свой новый дебютировал 6 марта 2016 года в матче первого тура сезона против «Филадельфии Юнион». 4 августа 2016 года в первом матче группового этапа Лиги чемпионов КОНКАКАФ 2016/17 против никарагуанского «Реал Эстели» забил свой первый гол за «Даллас». 15 декабря 2017 года «Даллас» подписал с Фигероа новый однолетний контракт. По окончании сезона 2018 «Даллас» не стал продлевать контракт с Фигероа.
30 января 2019 года Фигероа заключил контракт с «Хьюстон Динамо». За «Хьюстон» дебютировал 19 февраля 2019 года в первом матче 1/8 финала Лиги чемпионов КОНКАКАФ 2019 против гватемальской «Гуастатои». 20 декабря 2019 года Фигероа перезаключил контракт с «Хьюстон Динамо» на сезон 2020. В марте 2020 года получил грин-карту и в MLS перестал считаться иностранным игроком. 19 сентября 2020 года в матче против «Миннесоты Юнайтед» забил свой первый гол за «Динамо». По окончании сезона 2020 контракт Фигероа с «Хьюстон Динамо» истёк, но 10 февраля 2021 года игрок перезаключил контракт с клубом до конца сезона 2021 с опцией продления на сезон 2022. По окончании сезона 2021 «Хьюстон Динамо» не продлил контракт с Фигероа.

### Международная карьера
За сборную Гондураса Фигероа дебютировал 31 января 2003 года в товарищеском матче со сборной Аргентины.
Был включён в состав сборной Гондураса на Золотой кубок КОНКАКАФ 2019.

## Достижения
Командные
«Олимпия»
- Чемпион Гондураса (4): клаусура 2004, клаусура 2005, апертура 2005, клаусура 2006

«Уиган Атлетик»
- Обладатель Кубка Англии: 2012/13

«Даллас»
- Обладатель Открытого кубка США: 2016
- Победитель регулярного чемпионата MLS: 2016